# Paralafystius mcallisteri
Paralafystius mcallisteri is een vlokreeftensoort uit de familie van de Lafystiidae. De wetenschappelijke naam van de soort is voor het eerst geldig gepubliceerd in 1987 door Bousfield.